# Emperador (kommunhuvudort)
Emperador är en kommunhuvudort i Spanien.   Den ligger i provinsen Província de València och regionen Valencia, i den östra delen av landet, 300 km öster om huvudstaden Madrid. Emperador ligger 11 meter över havet och antalet invånare är 260.
Terrängen runt Emperador är platt. Havet är nära Emperador åt sydost. Närmaste större samhälle är Valencia, 9,7 km söder om Emperador. 